# Roland Gift

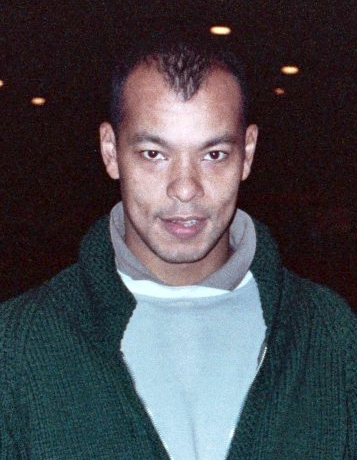
Roland Gift (1990)

Roland Lee Gift (* 28. Mai 1961 in Birmingham) ist ein britischer Musiker und Schauspieler. Bekanntheit erlangte er als Sänger der Band Fine Young Cannibals.

## Leben und Karriere
Roland Gift ist eines von fünf Kindern einer britischen Mutter und eines afrokaribischen Vaters. Er wuchs im Stadtteil Sparkhill in Birmingham auf, ehe er im Alter von 11 Jahren mit seiner Familie nach Kingston upon Hull zog, wo seine Mutter einen Secondhandladen betrieb. Gift besuchte die dortige Kevin Hall School.
Erste Erfahrungen in der Musikszene machte Gift als Saxophonist in der von 1978 bis 1981 aktiven Band Akrylykz, für die er schließlich später auch als Sänger aktiv wurde. Obwohl der Gruppe kein finanzieller Erfolg vergönnt war, erregte sie die Aufmerksamkeit der Musiker Andy Cox und David Steele von The English Beat, die sie schließlich als Vorgruppe auf Tour begleitete.
Nach der Auflösung von The English Beat wurde Gift 1984 der Leadsänger der von Cox und Steele gegründeten Band Fine Young Cannibals. Er gehörte der Gruppe bis zu deren Auflösung im Jahr 1992 an. 1996 fanden sich die Musiker für neue Aufnahmen kurzzeitig wieder zusammen, zu einem dauerhaften Comeback kam es jedoch nicht. Nach der Zeit bei Fine Young Cannibals war Gift als Solokünstler aktiv und veröffentlichte 2001 sein Debütalbum Roland Gift. Das darauf erhaltene, bereits 1996 veröffentlichte Lied Say It Ain’t So war Teil des Soundtracks zum Spielfilm Gefühl und Verführung.
Neben seiner Tätigkeit als Musiker tritt Gift auch als Schauspieler in Erscheinung. So spielte er Nebenrollen in Filmen wie Sammy und Rosie tun es, Tin Men (beide 1987) und Scandal (1989) sowie in Fernsehserien wie Highlander (von 1993 bis 1997 als Xavier St. Cloud). Zudem wirkte er in Theaterstücken des Hull Truck Theatre in Kingston upon Hull mit.
Roland Gift war verheiratet und ist Vater von zwei Söhnen, seine Frau starb 2019 an einer Krebserkrankung.

## Diskografie

### Alben
- 2001: Roland Gift

### Singles
- 2001: It’s Only Money
- 2009: Crushed

## Filmografie (Auswahl)
- 1987: Sammy und Rosie tun es (Sammy and Rosie Get Laid)
- 1987: Out of Order
- 1987: Tin Men
- 1989: Scandal
- 1993: Heartbeat (Fernsehserie, eine Folge)
- 1993–1997: Highlander (Fernsehserie, fünf Folgen)
- 1997: Painted Lady (Fernsehfilm)
- 2001: The Island of the Mapmaker’s Wife
- 2016: Brakes
- 2021: Meet the Richardsons (Fernsehserie, zwei Folgen)